# Acapulco de Juárez
Acapulco de Juárez és un municipi de l'estat de Guerrero, a Mèxic.
La ciutat d'Acapulco és el cap de municipi i principal centre de població d'aquesta municipalitat. Aquest municipi és a la part sud de l'estat de Guerrero. Limita al nord amb els municipis de Chilpancingo, al sud amb l'oceà Pacífic, a l'oest amb Coyuca de Benítez i a l'est amb San Marcos.